# سيدات الحواس الخمس
سيدات الحواس الخمس رواية للروائي الأردني جلال برجس. صدرت الرواية لأوّل مرة في العام 2017 عن المؤسسة العربية للدراسات والنشر في بيروت. ودخلت في القائمة الطويلة للجائزة العالمية للرواية العربية لعام 2019، المعروفة باسم «جائزة بوكر العربية».

## حول الرواية
يروي الكاتب الأردني «جلال برجس» في هذه الرواية حكاية من ستة فصول، كل فصل مبني على حكاية امرأة يعرفها بطل الرواية، إذ تحكي قصة «سراج عز الدين» الفنان التشكيلي الذي ولد بحواس ست تزيد عن حدها الطبيعي. يحمل سراج موقفًا من «سليمان الطالع» أنموذج الفساد الحكومي في هذه الرواية. يهاجر سراج إلى أمريكا ويصلها في صباح أحداث 11 سبتمبر. عبر شخصية سراج ترصد الرواية التحولات التي طرأت على الإنسان والوطن العربيين في الألفية الثالثة.